# Mihály Bencze
Mihály Bencze (n. 20 noiembrie 1954, Săcele) este un matematician, scriitor și profesor maghiar din România.
Este directorul Editurii Fulgur din Brașov, precum și președintele Asociației Științifice Wildt József. Este unul dintre fondatorii Liceului Zajzoni Rab István din Săcele.

## Biografie profesională
A sprijinit cu mai multe mii de volume fondul de carte al Colegiului Național Áprily Lajos, Universitatea Sapientia, Biblioteca Centrală București, Biblioteca Liceului Zajzoni Rab István, precum și bibliotecile publice din Brașov, Miercurea Ciuc și Sfântu Gheorghe.
A organizat primul concurs al Cubului Rubik din țară în data de 11 decembrie 1980. Premianții pe țară au fost elevii lui de la Liceul Steagul-Roșu și au fost invitați la Concursul Internațional a Cubului Rubik din Budapesta. Este fondatorul Concursului de Matematică din Transilvania (în limba maghiară). În 1977 a organizat primul concurs la Cluj, iar în 1984 a organizat al doilea concurs sub numele de Kockafej, care a fost publicat în ziarul Ifjúmunkás pe plan național. Al treilea concurs intitulat Kobak a fost publicat de Brassói Lapok pe plan național în anul 1989. Din 1990 concursul a fost organizat în fiecare an, ultimul fiind organizat în februarie 2010.
Este fondatorul Concursului Internațional de Matematică (în limba maghiară). Acest concurs l-a fondat în 1991 la Szeged (Ungaria) și se organizează anual. Este unul din președinții Concursului și conducătorul lotului din România. Este un concurs acreditat de Ministerul Învățământului și Cercetării din România și se află în agenda concursurilor de profil a Ministerului Învățământului.
A fondat Premiul Zajzoni Rab István.

## Educație
S-a născut in 20 noiembrie 1954, in orașul Săcele, județul Brașov, România. Între 1961-1968 frecventa Școala generală Nr. 3, din Săcele-Cernatu. Între 1968-1973 urma Liceul Teoretic din Săcele, unde a dat și Bacalaureatul. Între 1973-1974 a terminat armata în Buzău U.M. 01708 ca topograf, avînd gradul de locotenent. În 1973 la Concursul Gazeta Matematică a obținut premiul 17, iar in 1974 premiul 8. Între 1974-1978 urma Facultatea de Matematică la Universitatea Babeș-Bolyai din Cluj, scriind lucrarea de diplomă la prof. univ. Maurer Gyula.
În 1976 aprilie 9-10 în cadrul Sesiunii Științifice a luat premiul II, cu:
1. Proprietăți omotopice ale H-Spațiilor (conducător științific Conf. Dr. Marian Țarină)
2. Aplicații ale unor șiruri de recurenți în teoria ecuațiilor diofantice (conducător științific Conf. Dr. Maurer Gyula)
3. Asupra relațiilor care există între diferite medii (conducător științific Conf. Dr. Maurer Gyula)

În 1977 mai 13-21 participa la Sesiunea Științifică obținând premiul III cu următoarele lucrări:
1. Asupra unor inegalități (conducător științific Conf. Dr. Maurer Gyula)
2. Asupra unor relații de recurență (conducător științific Conf. Dr. Kolumbán József)

În cadrul Universității a condus Cercul de Matematică a studenților și a fost în redacția emisiunilor la radioul studențesc Visszhang. Între 1978-1990 a fost profesor la Liceul Steagul-Roșu Brașov. Din 1990,  Mihály Bencze este profesor la Colegiul Național Áprily Lajos din Brașov.

## Cercuri matematice
Între 1974-1978 a condus Cercul de Matematică a studenților la Universitatea Babeș-Bolyai din Cluj. Între 1978-2010 a participat la Cercul de Matematică în cadrul Inspectoratului Școlar, Olimpiade locale, județene, naționale. Între 1978-1990 a condus cercul de matematică la Liceul Steagul Roșu, Brașov. Din 1990 conduce Cercul de Matematică Wildt-Corduneanu, din Brașov.
Conduce cercuri de performanță matematică in orașele Sfântu Gheorghe, Miercurea Ciuc, Odorheiu Secuiesc, Târgu Mureș, Cluj, Arad, Pitești, București, Craiova, Iași, Baia Mare.
Din 2007, cu aprobarea Inspectoratului județean Brașov, ține cercul de excelență de matematică in limba maghiară pentru clasele V-VIII și pentru clasele IX-XII.
Elevii participanți la cercurile lui au obținut premii și mențiuni la concursurile de matematică din țară și străinătate.
Unii dintre foștii lui elevi sunt profesori universitari, cercetători, profesori în Canada, USA, în unele țări din Europa de Est, Ungaria și România.
Cu elevii lui participă anual la Conferințe de Matematică republicane precum și internaționale în Ungaria, Slovacia, Ucraina, Serbia, Germania. Conduce un cerc internațional de matematică la Miskolc (Ungaria).

## Conferințe Naționale și Internaționale
Între 1974-2010 a participat la peste 250 de Conferințe Naționale și Internaționale
1. România (Cluj, Baia Mare, Satu Mare, Arad, Timișoara, Sovata, Tg. Mureș, Odorheiu Secuiesc, Miercurea Ciuc, Sfîntu Gheorghe, Sibiu, Brașov, Pitești, Craiova, Iași, Constanța, București).
2. Ungaria (Budapest, Miskolc, Debrecen, Szeged, Komárom, Eger, Pécs, Szombathely, Kaposvár etc.)
3. Slovacia (Bratislava, Dunajska Streda, Komarno, Kosice)
4. Ucraina (Ujgurod, Munkacevo, Beregszasz)
5. Szerbia (Novi Sad, Palic, Subotica, Zenta)
6. Germania (Berlin, Potsdam, Mannheim, Frankenthal, Darmstadt, Heilbron)
7. Franța (Paris)
8. Olanda (Amsterdam)
9. Elveția (Zurich)

## Membru
Este sau a fost redactor principal și editor la următoarele reviste:
1. Gmma (1978-1989) periodic de matematică trimestrială, editat la Liceul Steagul Roșu, Brașov, România.
2. Hipstern (1985-1990) revistă de cultură și literatură, editat la Liceul Steagul Roșu, Brașov, România
3. Brassói Füzetek (Caiete Brașovene) (1990-) ISSN: 1222-5665, revistă de cultură și literatură editat la Brașov, România
4. Erdélyi Matematikai Lapok (Pagini Matematice Ardelene) (1995-) ISSN: 1454-0304, revistă de matematică editat la Brașov, România
5. Octogon Mathematical Magazine (1993-) ISSN: 1222-5657, revistă internațională de matematică, editat la Brașov, România
6. Vadrózsák (1990-) revistă de literatură, editat la Brașov, România
7. Erdélyi Bumeráng (2002-), editat la Brașov, România
8. Üzenet (2003-), editat la Brașov, România

Este membru în redacția revistelor:
1. Smarandache Notions Journal (USA[2]
2. Pi (Miskolc, Ungaria)
3. Matematikai Lapok - MATLAP (Cluj, România)
4. Gazeta Micilor Matematicieni (Grințies, România)
5. Arhimede (București, Romania)
6. CÉH (Budapesta, Ungaria)
7. Alfa (Craiova, România)
8. Creative Math Seria A și B (Bacău, România)
9. Revista de Matematică din Valea Jiului (Petroșani, România)
10. Revista de Matematică Alfa (Craiova, România)
11. Sfera (Băilești, Craiova, România)
12. Caiet de Informare Matematică (Cîmpina, România)
13. Minus (Tîrgoviște, România)

## Mentor
Mihály Bencze este mentorul următoarelor reviste:
1. HIPSTERN (1985-1990), Liceul Steagul-Roșu, Brașov, România
2. SZEMFOG (1995-), Colegiul Național Áprily Lajos, Brașov
3. ERDÉLYI MATEMATIKAI LAPOK (2000-), Colegiul Național Áprily Lajos, Brașov
4. ERDÉLYI BUMERÁNG (2002-), Colegiul Național Áprily Lajos, Brașov
5. VADRÓZSÁK (2001-), Colegiul Național Áprily Lajos, Brașov
6. SZINFÓNIA (1996-1999), Colegiul Național Áprily Lajos, Brașov

## Lucrări publicate
1. Bencze, Mihály și Jancsik, Pál: A Cenk árnyékában (La umbra Tâmpei), Brassói Költők Antológiája (Antologia Poeților Brașoveni), Editura Fulgur, 1995, Brașov, România. ISBN 973-96000-0-X, 160 pagini
2. Bencze, Mihály: Lélekvándorlás (Metempsihoză) (poezii 1972-1996), Editura Fulgur, 1996, Brașov, România. ISBN 973-96000-5-0, 276 pagini
3. Bencze, Mihály: Erdélyi és Nemzetközi Magyar Matematikai Versenyek (1984-1997), Editura Fulgur, 1997, Brașov, România. ISBN 973-96000-9-3, 452 pagini.
4. Bencze, Mihály: Pogány Madonna (Madona Păgână) (poezii 1996-1998), Editura Fulgur, 1998, Brașov, România. ISBN 973-98342-1-3, 324 pagini
5. Bencze, Mihály: Erdélyi és Nemzetközi Magyar Matematikai Versenyek (1997-2002), Editura Fulgur, 2002, Brașov, România. ISBN 973-98342-3-X, 455 pagini
6. Bencze, Mihály și Magdó, János: Zajzoni Rab István összegyűjtött írások, Editura Fulgur, 2004, Brașov, România. ISBN 973-98342-4-8, 898 pagini
7. Bencze, Mihály: Tóthpál Dániel élete és irodalmi munkássága (Viața și opera literară a lui Dániel Tóthpál), Editura Fulgur, 2006, Brașov, România. ISBN 973-98342-9-9, 404 pagini
8. Bencze, Mihály, Yuhua Fu and Linfan Mao: Scientific Elements (International Book Series), Vol. I, 2007. ISBN 978-1-59973-041-7, ILQ, USA, 195 pagini.
9. Bencze, Mihály și Šefket, Arslanagič: A Mathematical Problem Book, COBISS, BH-ID: 1637194, Sarajevo, 2008, Bosnia și Herțegovina. ISBN 978-9958-9073-0-2, 224 pagini.
10. Bencze, Mihály: Erdélyi és Nemzetközi Magyar Matematikai Versenyek (2003-2008), Editura Fulgur, 2009, Brașov, România. ISBN 978-973-88255-4-3, 617 pagini

## Premii
Mihály Bencze a obținut următoarele premii:
1. Diploma 110 ani de apariție neîntreruptă a Gazetei Matematice din România, 2005.
2. Premiul Ezüstgyopár (Uniunea Democrată a Pedagogilor Maghiari din România, Centrul Teleki, Sovata, Miercurea Ciuc), 15.10.2005.
3. Premiul Farkas Gyula (Cluj, Miercurea Ciuc, Universitatea Sapientia, România), 25.11.2006.
4. Premiul Apáczai (Uniunea Democrată a Pedagogilor Maghiari din România, Centrul Teleki, Sovata, Miercurea Ciuc), 12. 12. 2006.
5. Diploma Gheorghe Lazăr gradul I., Brașov, România, 2007.
6. Premiul Beke Manó (Bolyai János Matematikai Társaság, Budapesta, Ungaria), 2008.
7. Mențiunea Apáczai (Uniunea Democrată a Pedagogilor Maghiari din România, Centrul Teleki, Sovata, Miercurea Ciuc), 18.10.2008.

## Probleme propuse, probleme deschise în reviste matematice și internaționale
A propus peste 13000 (treisprezece mii) de probleme:
1.	AMERICAN MATHEMATICAL MONTHLY (USA)

2.	MATHEMATICS MAGAZINE (USA)

3.	FIBONACCI QUARTERLY JOURNAL (USA)

4.	CANADIAN MATHEMATICAL BULLETIN (Canada)

5.	SMARANDACHE NOTIONS JOURNAL (USA)

6.	SOCLE (Canada)

7.	CRUX MATHEMATICORUM (Canada)

8.	ELEMENTE DER MATHEMATIK (Elveția)

9.	WISKUNDIGE OPPGAVEN (Olanda)

10.	NEEUW ARCHIEF VOOR WISKUNDE (Olanda)

11.	A MATEMATIKA TANÍTÁSA (Budapest, Szeged, Ungaria)

12.	KÖZÉPISKOLAI MATEMATIKAI LAPOK (KÖMAL) (Budapest, Ungaria)

13.	POLYGON (Szeged, Ungaria)

14.	ABACUS (Nyíregyháza, Ungaria)
15.	MATEMATIKAI LAPOK, MATLAP (Cluj, România)

16.	REVISTA DE MATEMATICĂ DIN TIMIȘOARA (Timișoara, România)

17.	GAZETA MICILOR MATEMATICIENI (Grințies, România)

18.	RECREAȚII MATEMATICE (Iași, România)

19.	GAZETA MATEMATICĂ SERIA A (București, România)

20.	GAZETA MATEMATICĂ SERIA B (București, România)

21.	ARHIMEDE (București, România)

22.	CARDINAL (Craiova, România)

23.	GAMMA (Brașov, România)

24.	OCTOGON MATHEMATICAL MAGAZINE (Brașov, România)

25.	PUBLIKACIJE ELEKTRO. FAK. MATEMATIKA (Belgrad, Serbia)

26.	MATHEMATICAL SPECTRUM (Sheffield, Anglia)

27.	ERDÉLYI MATEMATIKAI LAPOK (Brașov, România)

28.	SZINFÓNIA (Brașov, România)

29.	TRIANGLE (Sarajevo, Bosnia și Hercegovina)

30.	WURZEL (Dresden, Germania)

31.	MONOID (Germania)

32.	REVISTA DE MATEMATICĂ DIN GALAȚ (Galați, România)

33.	CAIET DE INFORMARE MATEMATICĂ (Cîmpina, România)

34.	NUMEROS (Spania)

35.	EPSILON (România)

36.	MATHEMATICS AND INFORMATICS QUARTERLY (Singapore)

37.	PI (Miskolc, Ungaria)

38.	REVISTA DE MATEMATICĂ ȘI INFORMATICĂ (Constanța, România)

39.	FOAIE MATEMATICĂ (Chișinău, Moldavia)

40.	LA GACETA DE LA RSME (Spania)

41.	SFERA (Băilești, România)

42.	CREATIVE MATH SERIA A ȘI SERIA B (Suceava, România)

43.	EUROPEAN MATHEMATICAL JOURNAL (Bruxelles, Belgia)

44.	REVISTA DE MATEMATICĂ DIN VALEA JIULUI (Petroșani, România)

45.	REVISTA DE MATEMATICĂ ALFA (Craiova, România)

46.	COLLEGE MATHEMATICS JOURNAL (USA)

47.	SINUS, REVISTĂ DE MATEMATICĂ (Suceava, România)

48.	MINUS (Tîrgoviște, România)